# 로켓의 역사
로켓의 역사(영어: history of rockets)는 10세기 초 중국 송나라까지 거슬러 올라가며, 화살의 추진 시스템으로 사용되었다. 그러나 더 확실한 문헌 상의 증거는 13세기까지 나타나지 않는다. 이 기술은 아마도 13세기 중반 몽골 제국의 정복 전쟁으로 인해 유라시아 대륙 전역으로 퍼져 나갔을 것으로 추정된다. 현대의 로켓 기술이 성립하기 이전에 로켓을 무기로 사용한 것은 중국, 한국, 인도 및 유럽에서였다. 기록으로 남아있는 최초의 로켓 발사기 중 하나는 1380년 중국 명나라에서 만들어진 말벌집 형상의 불화살 발사기이다. 유럽에서는 같은 해에 키오자 전투에서 로켓이 사용되었다. 한국의 조선왕조는 문종 치세기인 1451년까지 화차로 알려진 다연장 로켓 발사기를 사용했다.

## 같이 보기
- 로켓
- 미사일